# Ptychochromoides vondrozo
Ptychochromoides vondrozo es una especie de peces de la familia Cichlidae en el orden de los Perciformes.

## Morfología
- Los machos pueden llegar alcanzar los 20,4 cm de longitud total.
- Número de vértebras: 29-31[2]

## Hábitat
Es una especie de clima tropical.

## Distribución geográfica
Se encuentran en África: sureste de Madagascar.